# Gioco spremuto
Nel baseball, il gioco spremuto (noto anche come squeeze play) è una manovra consistente in una smorzata di sacrificio con un corridore in terza base. Il battitore effettua una smorzata, aspettandosi di essere eliminato in prima base, ma permettendo al corridore in terza base di segnare un punto. Questa giocata è rara quando una squadra ha già subito due eliminazioni in quanto c'è un'alta probabilità che il battitore venga eliminato in prima base, chiudendo l'inning. Viene effettuata raramente anche quando il battitore ha già due strike poiché un bunt mancato o una palla foul con due strike viene contato come strikeout.
La giocata è stata inventata durante una partita all'Università Yale da Dutch Carter e George B. Case.
In un gioco premuto sicuro, il corridore in terza base inizia a correre solo quando il battitore ha effettivamente colpito la pallina, in modo da capire se la palla andrà in una zona che possa rendere difficile raggiungere in sicurezza casa base.
In un gioco spremuto di suicidio il corridore inizia a correre non appena il lanciatore inizia il movimento di lancio, prima che la pallina sia effettivamente partita. Se il battitore manca la palla, tuttavia, il corridore ha buone possibilità di essere eliminato in casa base (da cui il "suicidio").
Queste giocate sono spesso effettuate in un inning vicino alla fine della partita per fare un punto di pareggio, di vittoria o un punto che metta in sicurezza il risultato.